# ناريان-مار
ناريان-مار (بالروسية: Нарьян-Мар)، هي إحدى مدن روسيا في الكيان الفدرالي الروسي أوكروغ نينيتس الذاتية.

## المناخ
يظهر الجدول التالي التغييرات المناخية على مدار السنة لناريان-مار:
| البيانات المناخية لـناريان-مار        | البيانات المناخية لـناريان-مار | البيانات المناخية لـناريان-مار | البيانات المناخية لـناريان-مار | البيانات المناخية لـناريان-مار | البيانات المناخية لـناريان-مار | البيانات المناخية لـناريان-مار | البيانات المناخية لـناريان-مار | البيانات المناخية لـناريان-مار | البيانات المناخية لـناريان-مار | البيانات المناخية لـناريان-مار | البيانات المناخية لـناريان-مار | البيانات المناخية لـناريان-مار | البيانات المناخية لـناريان-مار |
| الشهر                                 | يناير                          | فبراير                         | مارس                           | أبريل                          | مايو                           | يونيو                          | يوليو                          | أغسطس                          | سبتمبر                         | أكتوبر                         | نوفمبر                         | ديسمبر                         | المعدل السنوي                  |
| ------------------------------------- | ------------------------------ | ------------------------------ | ------------------------------ | ------------------------------ | ------------------------------ | ------------------------------ | ------------------------------ | ------------------------------ | ------------------------------ | ------------------------------ | ------------------------------ | ------------------------------ | ------------------------------ |
| الدرجة القصوى °م (°ف)                 | 4.7 (40.5)                     | 2.8 (37.0)                     | 7.7 (45.9)                     | 14.2 (57.6)                    | 27.8 (82.0)                    | 33.4 (92.1)                    | 33.9 (93.0)                    | 33.1 (91.6)                    | 23.8 (74.8)                    | 17.2 (63.0)                    | 6.5 (43.7)                     | 6.8 (44.2)                     | 33.9 (93.0)                    |
| متوسط درجة الحرارة الكبرى °م (°ف)     | −13.2 (8.2)                    | −12.8 (9.0)                    | −6.6 (20.1)                    | −2.0 (28.4)                    | 4.7 (40.5)                     | 14.1 (57.4)                    | 18.8 (65.8)                    | 14.7 (58.5)                    | 9.3 (48.7)                     | 1.6 (34.9)                     | −6.5 (20.3)                    | −10.1 (13.8)                   | 1.0 (33.8)                     |
| المتوسط اليومي °م (°ف)                | −17.2 (1.0)                    | −16.9 (1.6)                    | −10.9 (12.4)                   | −6.6 (20.1)                    | 0.6 (33.1)                     | 8.8 (47.8)                     | 13.5 (56.3)                    | 10.5 (50.9)                    | 5.8 (42.4)                     | −0.8 (30.6)                    | −9.6 (14.7)                    | −14.0 (6.8)                    | −3.1 (26.4)                    |
| متوسط درجة الحرارة الصغرى °م (°ف)     | −21.7 (−7.1)                   | −21.4 (−6.5)                   | −15.5 (4.1)                    | −11.2 (11.8)                   | −2.7 (27.1)                    | 4.7 (40.5)                     | 9.2 (48.6)                     | 7.2 (45.0)                     | 3.0 (37.4)                     | −3.3 (26.1)                    | −13.1 (8.4)                    | −18.2 (−0.8)                   | −6.9 (19.6)                    |
| أدنى درجة حرارة °م (°ف)               | −47.4 (−53.3)                  | −46.5 (−51.7)                  | −45.4 (−49.7)                  | −36.3 (−33.3)                  | −23.7 (−10.7)                  | −7.2 (19.0)                    | −0.3 (31.5)                    | −4.3 (24.3)                    | −7.8 (18.0)                    | −26.4 (−15.5)                  | −40.2 (−40.4)                  | −47.6 (−53.7)                  | −47.6 (−53.7)                  |
| الهطول مم (إنش)                       | 29 (1.1)                       | 24 (0.9)                       | 26 (1.0)                       | 29 (1.1)                       | 37 (1.5)                       | 48 (1.9)                       | 55 (2.2)                       | 70 (2.8)                       | 60 (2.4)                       | 52 (2.0)                       | 37 (1.5)                       | 36 (1.4)                       | 503 (19.8)                     |
| متوسط الأيام الممطرة                  | 3                              | 2                              | 3                              | 7                              | 14                             | 20                             | 20                             | 25                             | 24                             | 16                             | 6                              | 4                              | 144                            |
| متوسط الأيام المثلجة                  | 24                             | 22                             | 23                             | 17                             | 11                             | 2                              | 0                              | 0                              | 1                              | 12                             | 20                             | 24                             | 156                            |
| متوسط الرطوبة النسبية (%)             | 82                             | 82                             | 81                             | 78                             | 76                             | 72                             | 75                             | 83                             | 86                             | 88                             | 87                             | 84                             | 81                             |
| ساعات سطوع الشمس الشهرية              | 6.0                            | 47.0                           | 128.0                          | 200.0                          | 187.0                          | 248.0                          | 264.0                          | 160.0                          | 98.0                           | 52.0                           | 13.0                           | 1.0                            | 1٬404                          |
| المصدر #1: Pogoda.ru.net              |                                |                                |                                |                                |                                |                                |                                |                                |                                |                                |                                |                                |                                |
| المصدر #2: NOAA (sun only, 1961-1990) |                                |                                |                                |                                |                                |                                |                                |                                |                                |                                |                                |                                |                                |

## توأمة
لناريان-مار اتفاقيات توأمة مع:
- أرخانغلسك

## أعلام
- فلاديسلاف بوريسوف